# دبرا فايرك
دبرا فايرك (بالإنجليزية: Deborah Feyerick)؛ هي مراسلة أمريكية في سي إن إن تغطي قضايا الإرهاب الدولي والتحقيقات الجنائية انطلاقا من نيويورك.

## النشاة والمسيرة
حازت دبرا فايرك إجازة في الأدب الإنجليزي من كلية برنارد التابعة لجامعة كولمبيا في 1987. عملت مراسلة بقناة إن واي 1 نيوز التابعة لتايم وارنر. غطت مواضيع الجريمة والقضايا الحضرية والسياسة والذكرى الخمسين لإنزالات نورماندي انطلاقا من فرنسا. وقد نالت عدّة ترشيحات لجائزة إيمي لتغطيتها حول الإيدز. عملت فايرك أيضا مراسلة خاصة لمجلة لايف حيث غطت احتجاجات لوس أنجلوس في 1992 والذكرى الخمسون للهجوم على بيرل هاربر. التحقت دبرا فايرك بسي إن إن في مايو 2000. تتحدث الإنجليزية والفرنسية.

## الجوائز
- جائزة بيبادي (مرتان)
- جائزة ناشونال هادلاينر
- جائزة غرايسي
- ترشيحان لجائزة إيمي
- سماها الاتحاد المسلم الأمريكي: "صحفية متميزة"
- تكريم من قبل جمعية نيويورك للصحفيين السود

## وصلات خارجية
- السيرة الرسمية في موقع سي إن إن نسخة محفوظة 10 أغسطس 2017 على موقع واي باك مشين.